# Воронковская волость (Стародубский уезд)
Воронко́вская волость — административно-территориальная единица
в составе Стародубского уезда, существовавшая в 1920-х годах.
Центр — посад (ныне село) Воронок.

## История
Волость образована в 1925 году путём слияния Соловской и Понуровской волостей.
В 1929 году, с введением районного деления, волость была упразднена, а на её территориальной основе был сформирован Понуровский район Клинцовского округа Западной области (ныне территория Стародубского района Брянской области).

## Административное деление
По состоянию на 1 января 1928 года Воронковская волость включала в себя следующие сельсоветы: Азаровский, Алейниковский, Болдовский, Будо-Корецкий, Будо-Понуровский, Воронковский, Демьянский, Елионский, Крутобудский, Курковичский, Ломаковский, Лужковский, Новомлынковский, Понуровский, Приваловский, Соловский, Стративский.